# 朶囉阿歹
朶囉阿歹（蒙古语：Dolo'adai），出身札剌亦儿部，13世纪初效力于蒙古帝国的将领，官至千户长。汉文史籍如《元朝秘史》称其为“朶囉阿歹”，波斯语史料《史集》则记作都剌带·宝儿赤دولادای باورچی（Tūlādāī bāūrchī），宝儿赤即司膳。

## 生平
朶囉阿歹是成吉思汗的那可儿（伴当），也是窝阔台的太傅亦鲁该那颜的弟弟。1206年蒙古帝国建国时，他与兄长亦鲁该一同被任命为千户长，在《元朝秘史》功臣表中位列第40位。亦鲁该率领的千户被分封给窝阔台，成为窝阔台兀鲁思的一部分；而朶囉阿歹的千户则直属成吉思汗的“大中军”（Yeke qol）。
成吉思汗死后，其直属的“大中军”千户按遗命全部由幼子拖雷继承，势力远超第二代大汗窝阔台。为削弱拖雷系势力，窝阔台从拖雷兀鲁思中抽调四个千户赐予儿子阔端，朶囉阿歹担任这四个千户的首领。此举引发蒙古贵族质疑其违背成吉思汗定制，后经拖雷遗孀唆鲁禾帖尼劝说才得以平息。
藏文史料《红史》记载，阔端首次派往西藏的军团指挥官名为多达那波，因读音相近且为阔端部将，有学者推测可能是朶囉阿歹。这一调动与1240-1241年蒙古攻打吐蕃事件相关，显示其在阔端兀鲁思中的军事地位。